# Josef Krainer Jr.

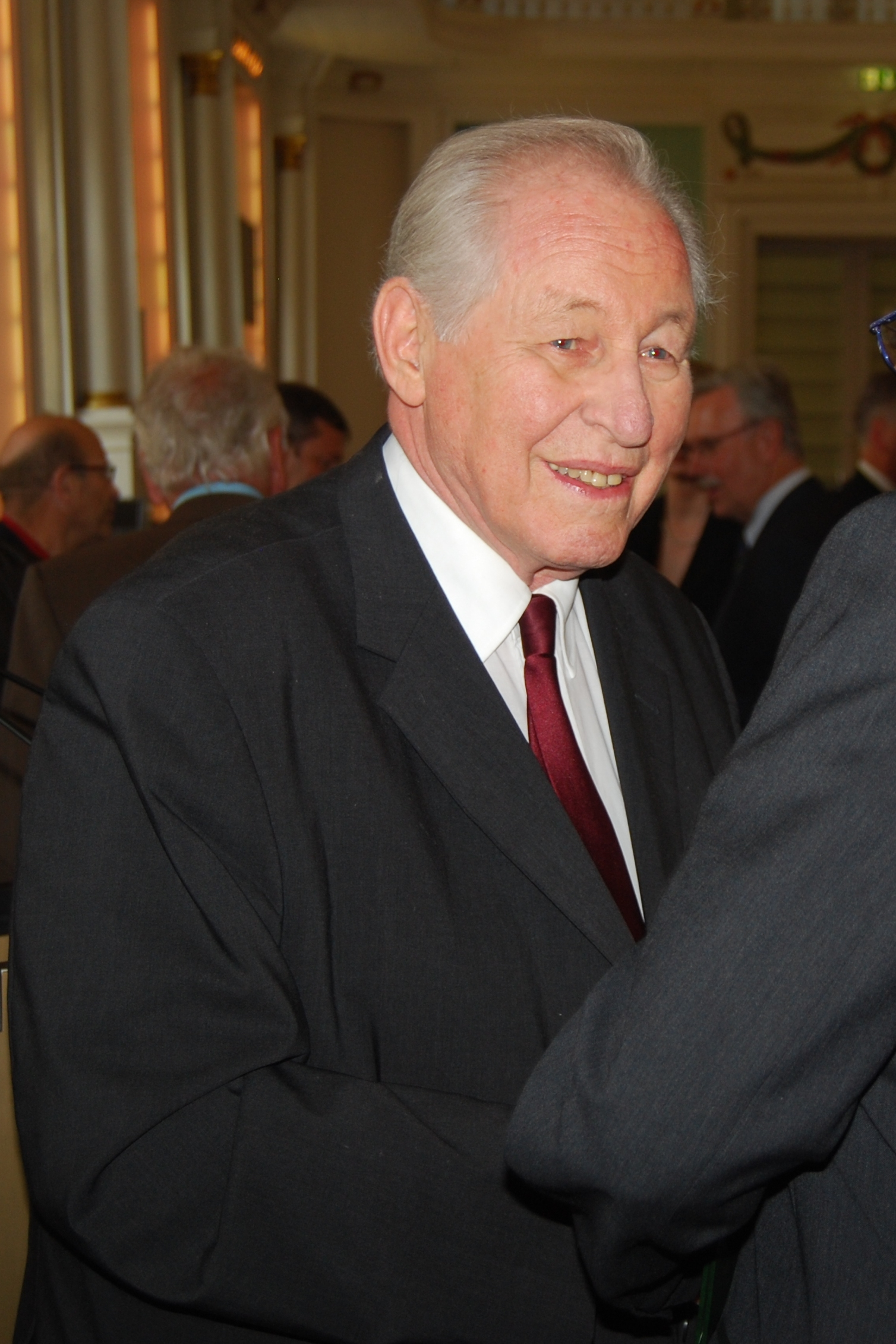

Josef Krainer junior (26 de agosto de 1930, Graz, Áustria – 30 de dezembro de 2016, Graz, Áustria) foi um político austríaco e governador da Estíria de 1981 a 1996. Ele era filho do governador Josef Krainer Sr. e membro do Partido Popular Austríaco.